# خاک‌کره

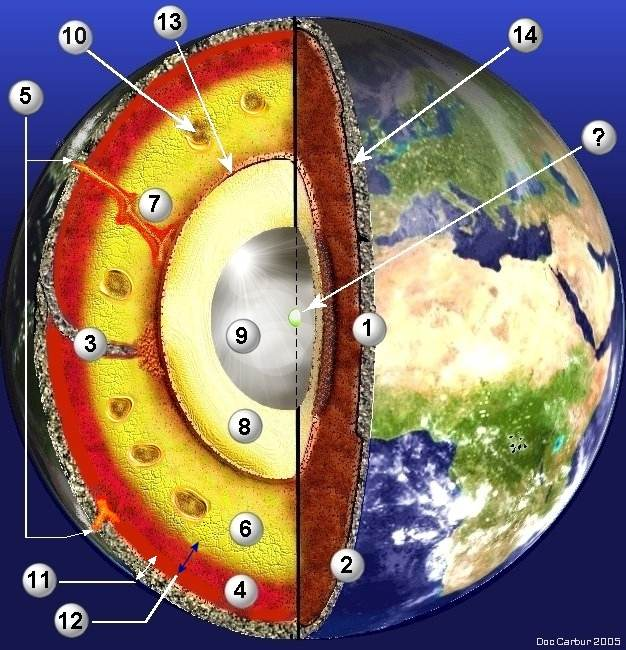
لایه های ژئوسفر.

خاک‌کره، زمین‌سپهر یا ژئوسفر (به انگلیسی: Geosphere) اشاره به متراکم‌ترین نقاط زمین، که عمدتاً شامل سنگ و سنگپوش هستند دارد. در فیزیک ارسطویی این واژه به چهار مکان طبیعی کروی (بیشتر به اطراف مرکز زمین) استفاده می‌گردید. در متون مدرن و در علم سیستم زمین، به قسمت جامد زمین خاک‌کره می‌گویند و همراه با واژه‌های اتمسفر، هیدروسفر و بیوسفر برای توصیف سامانه‌های زمینی مورد استفاده قرارمی‌گیرد. در این زمینه، گاهی اصطلاح لیتوسفر به جای ژئوسفر برای قسمت‌های بالایی زمین مورد استفاده قرار می‌گیرد.